# Mark Boal
Mark Boal, född 1973, är en amerikansk journalist, manusförfattare och filmproducent som vann en Oscar i kategorin bästa originalmanus för filmen The Hurt Locker från 2009 som han dessutom var med och producerade. Filmen In The Valley of Elah från 2007 bygger på en tidningsartikel Boal skrev i Playboy 2004, han krediteras som (med)manusförfattare till filmen. Boal hämtade inspiration till bägge dessa filmer från sin tid som journalist i Irak under Irakkriget.